# تئاتر رویال، باث
تئاتر رویال (انگلیسی: Theatre Royal) یک سالن نمایش در شهر باث، انگلستان است.
این سالن تئاتر در سال ۱۸۰۵ توسط جان پالمر، جورج دانس و توماس گرینوی ساخته شده و ظرفیت آن ۸۸۸ نفر است.

## نگارخانه

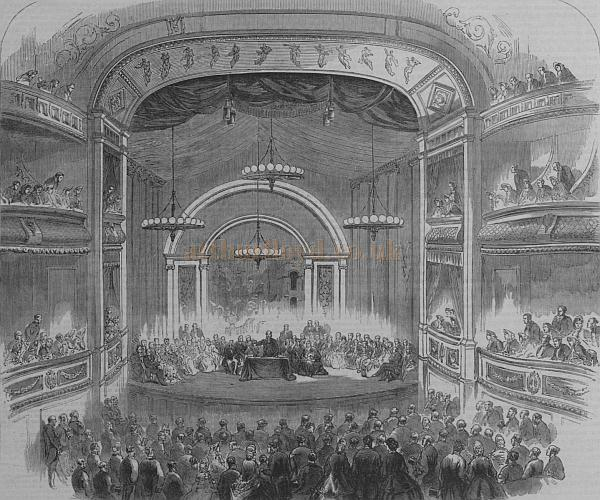
۱۸۶۴
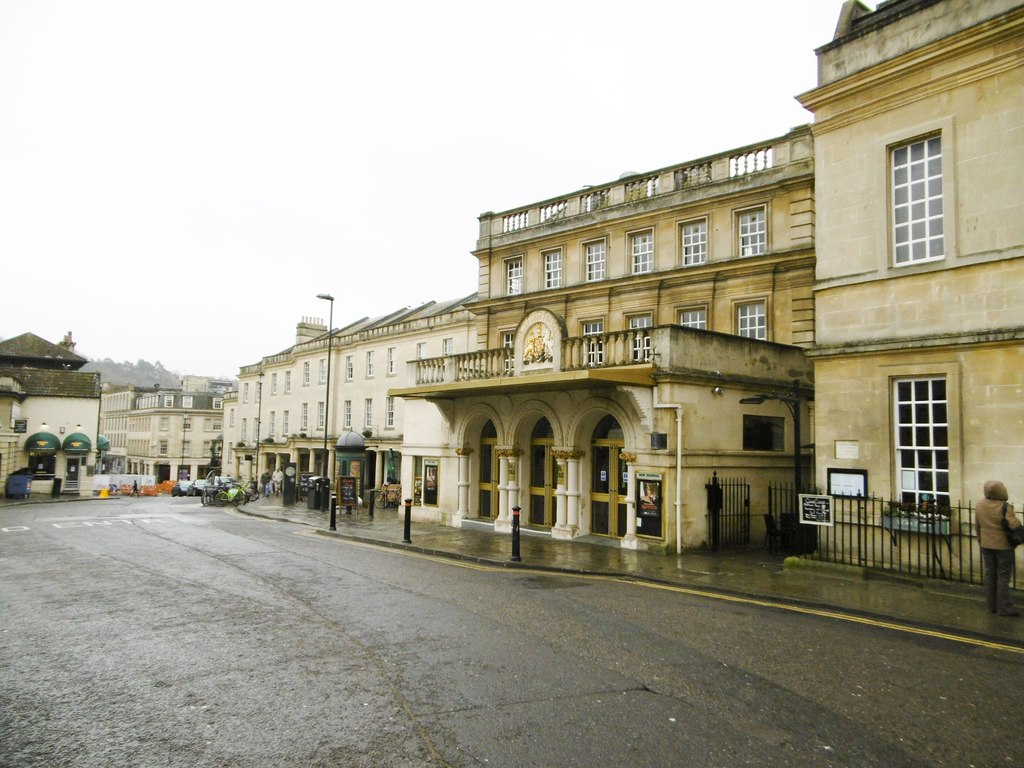
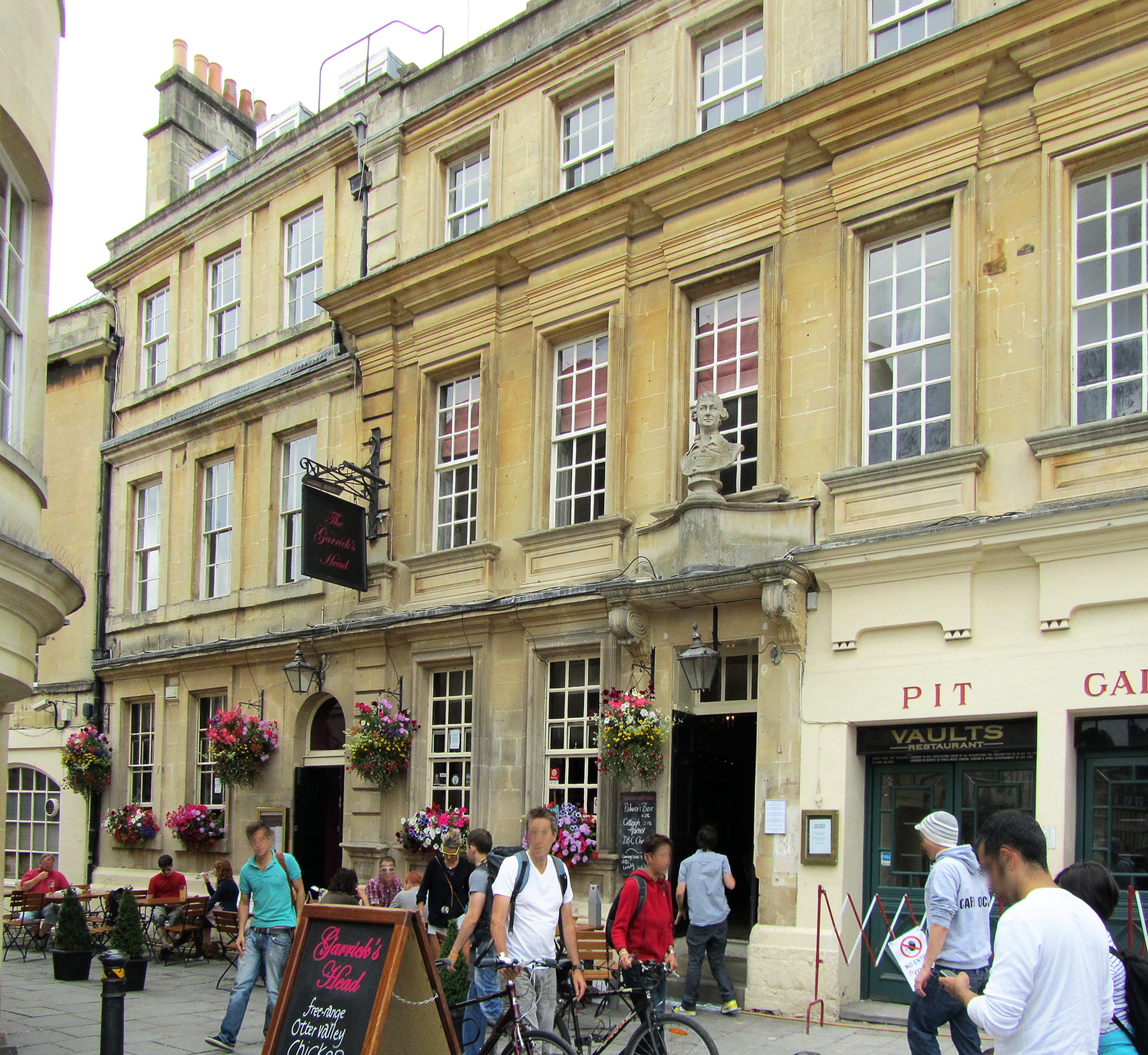